# Igreja de Nossa Senhora do Bom Despacho (Almagreira)

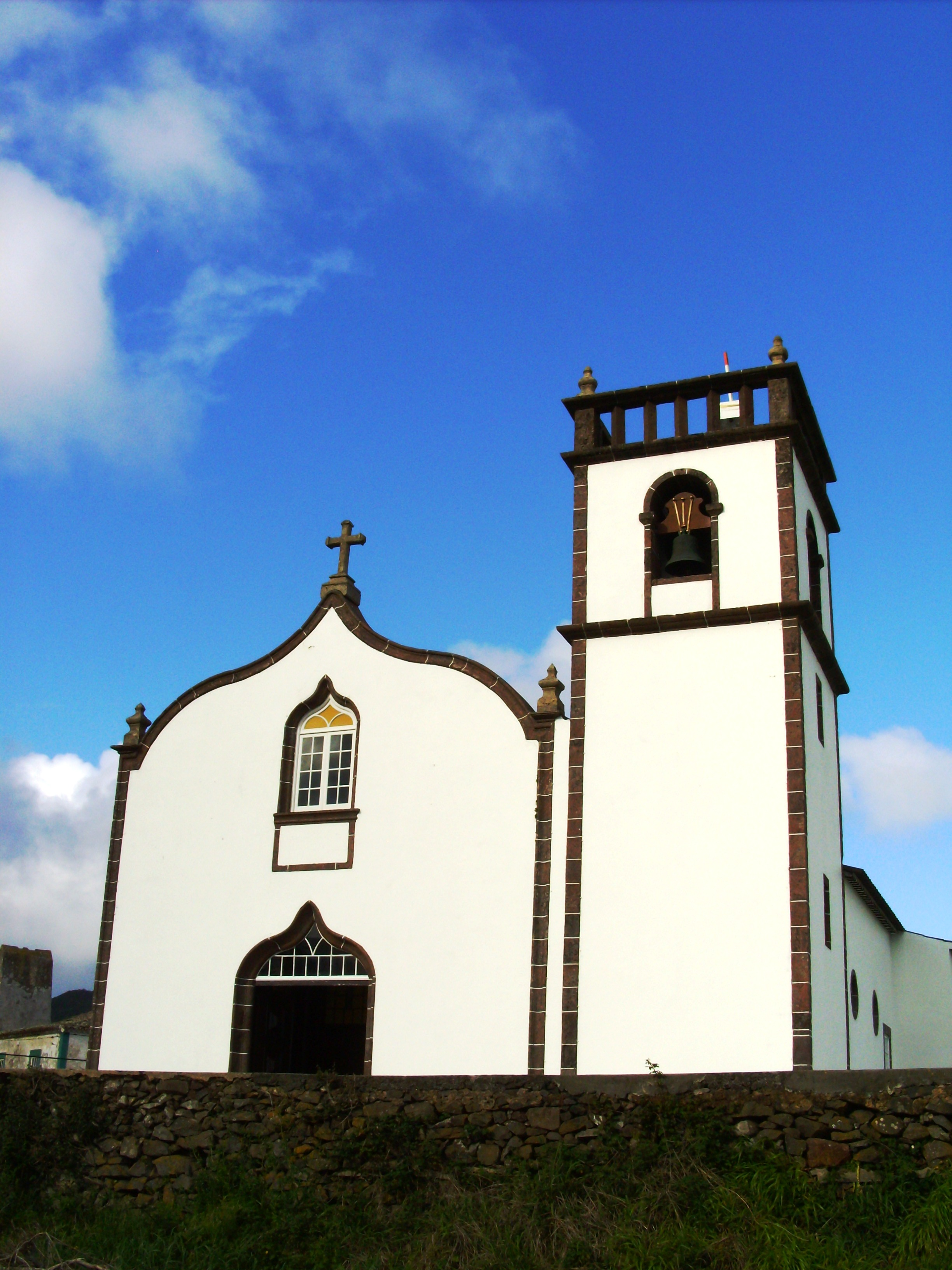
Igreja de N. Sra. do Bom Despacho: fachada.

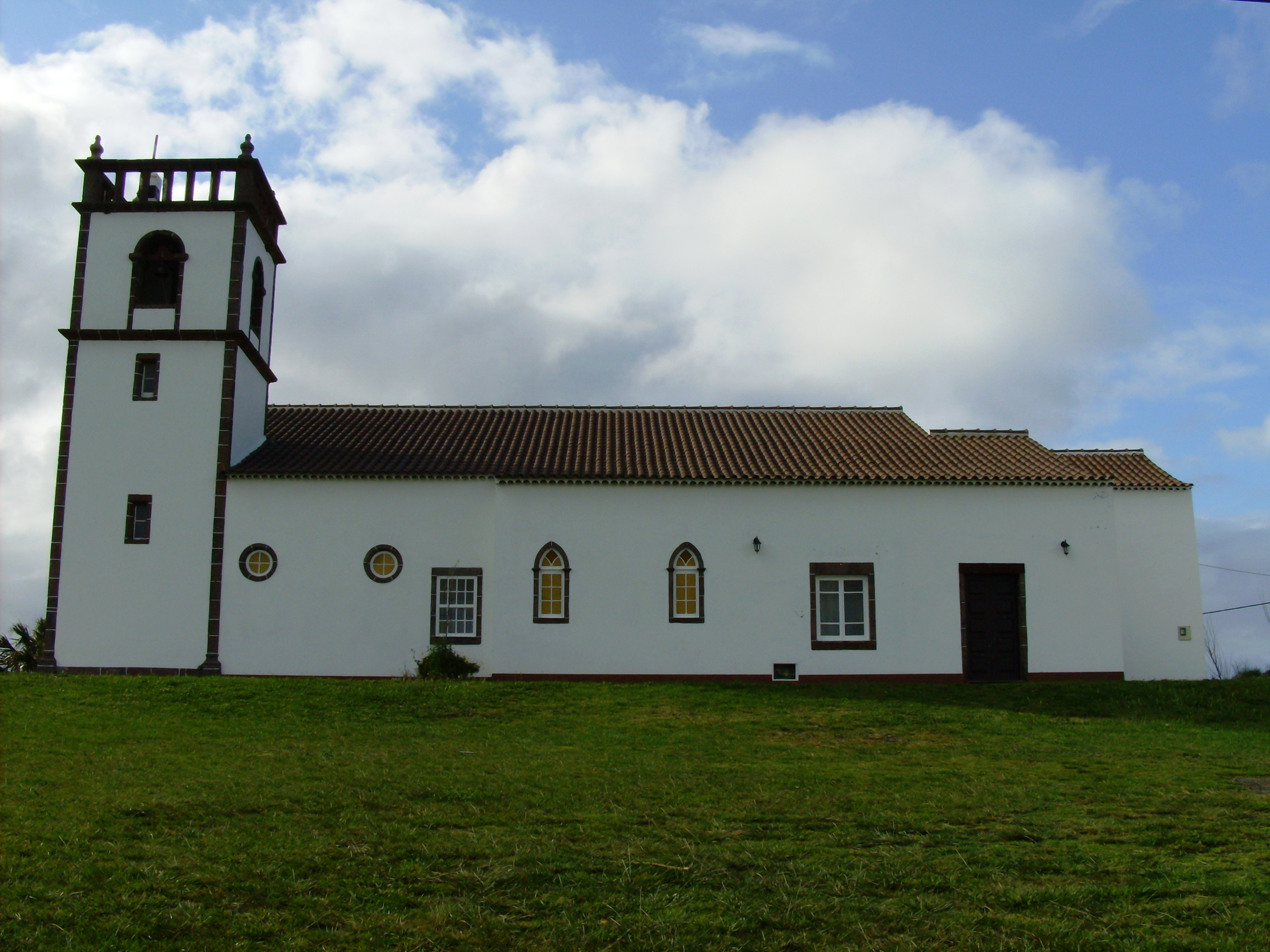
Igreja de N. Sra. do Bom Despacho: alçado direito.

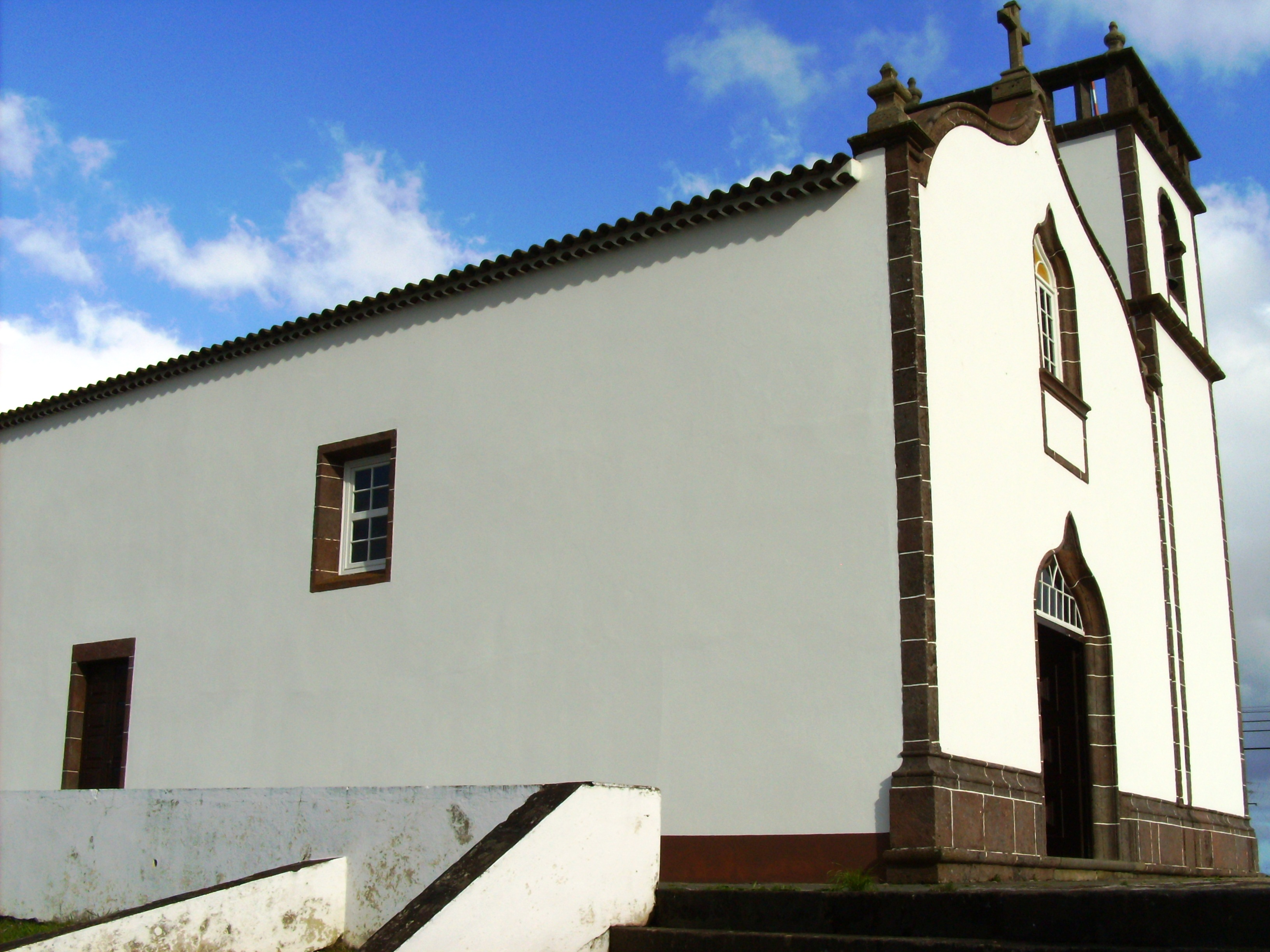
Igreja de N. Sra. do Bom Despacho: alçado esquerdo.

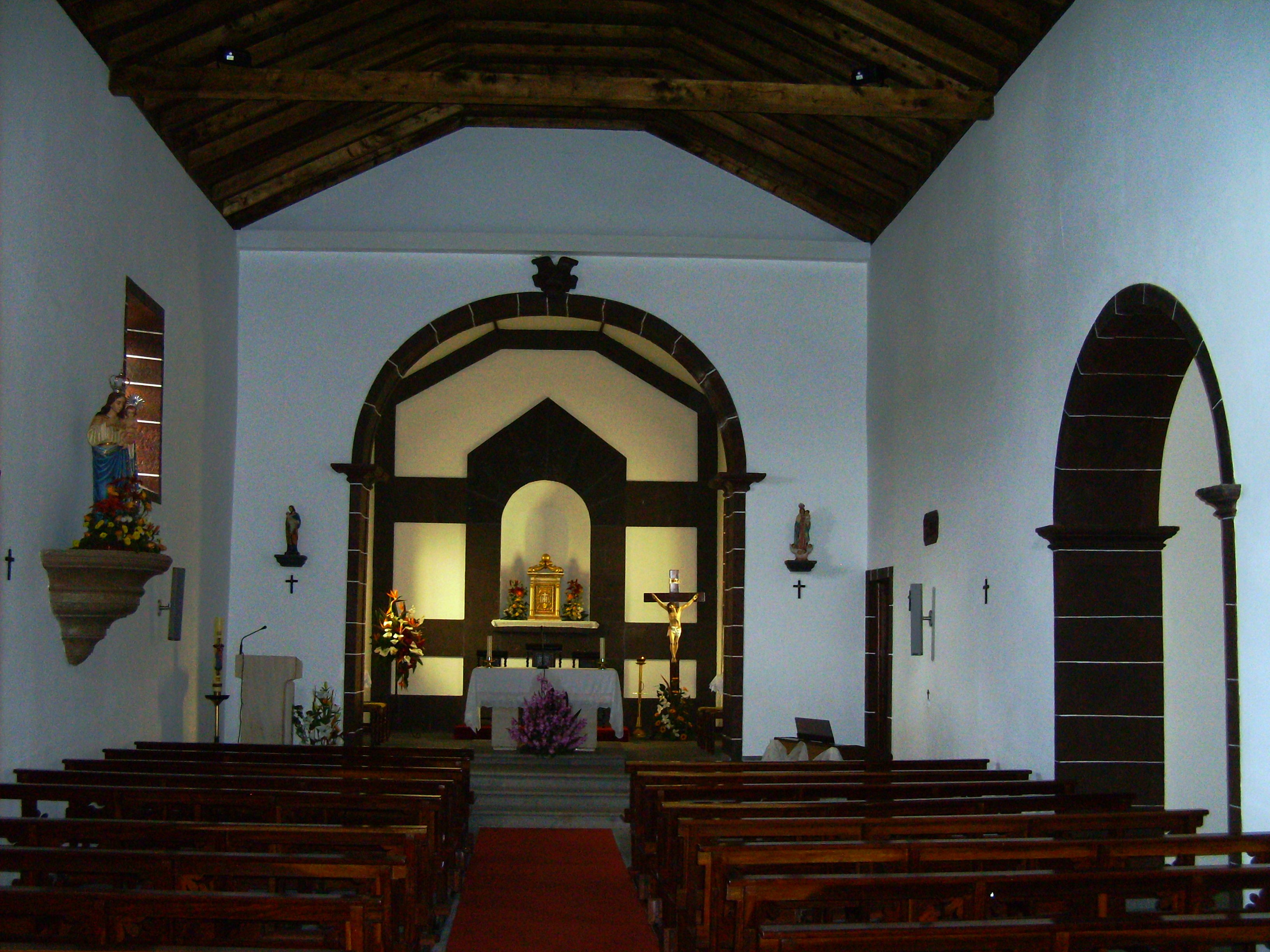
Igreja de N. Sra. do Bom Despacho: altar.

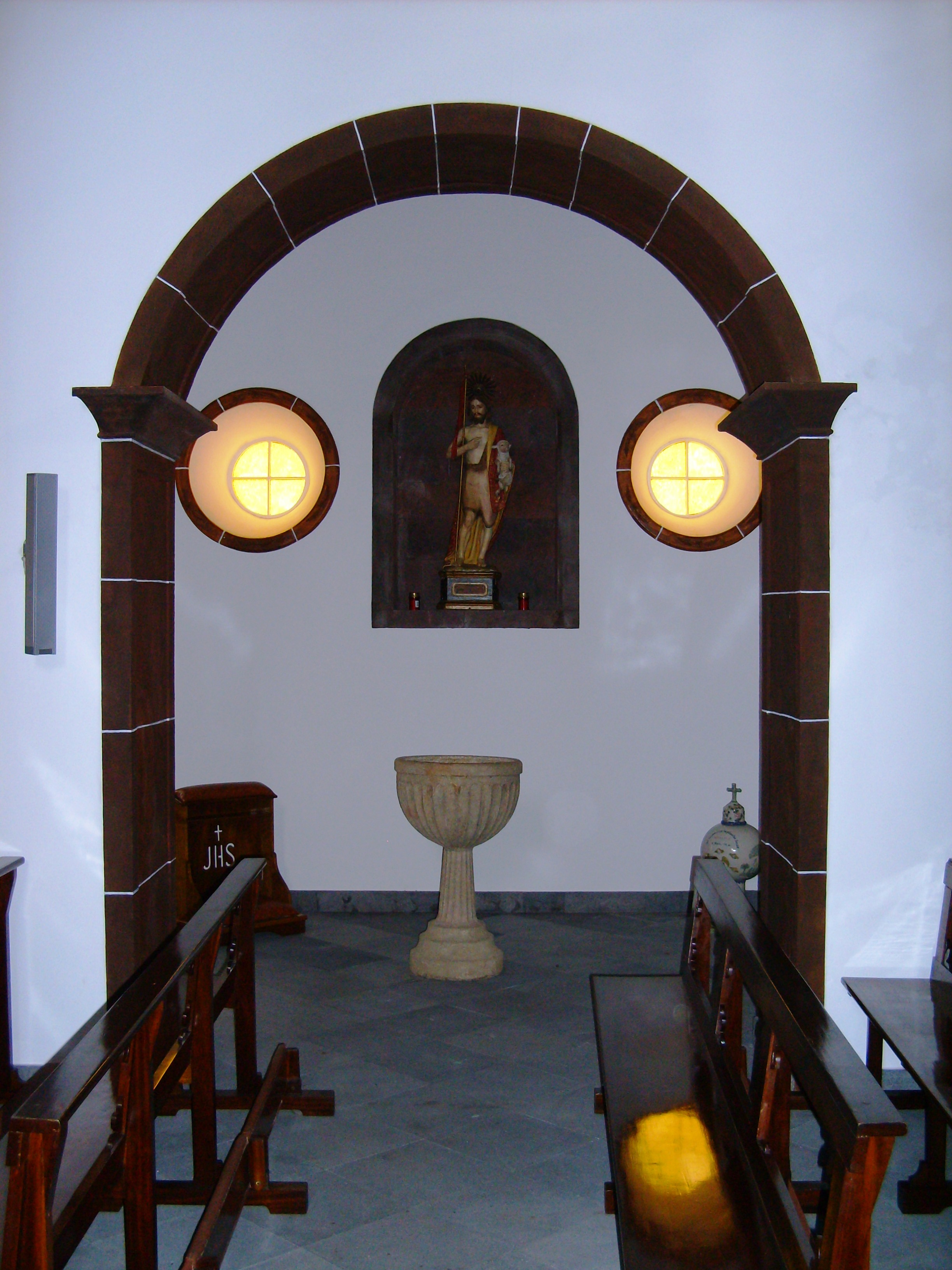
Igreja de N. Sra. do Bom Despacho: detalhe lateral.

A Igreja de Nossa Senhora do Bom Despacho localiza-se na freguesia da Almagreira, concelho da Vila do Porto, na ilha de Santa Maria, nos Açores.

## História
O atual templo remonta a uma ermida erguida pelo capitão Manuel de Moura Leandres e sua esposa, Inês Pereira, sob a invocação de Nossa Senhora do Bom Despacho, conforme escritura de 11 de junho de 1702 no Livro do Tombo da Matriz de Vila do Porto.
Posteriormente, o então bispo de Angra, D. António Caetano da Rocha, em 2 de dezembro de 1766, criou um curato, "...o 3° da Igreja Matriz em benefício daquele povo e dos mais paroquianos que ficam naquele contorno para a parte da serra".
No início do século XIX, o XII Comendador da Ordem de Cristo para a ilha de Santa Maria, D. Diogo José Ferreira de Eça e Menezes, 3º conde da Lousã, por alvará de 30 de junho de 1853, organizou e regularizou as côngruas dos párocos e necessidades do culto nas igrejas da Comenda e ordenou a criação do Curato sufragâneo da Matriz na Almagreira, Igreja do Bom Despacho.
Desse modo, e diante do aumento da população, houve necessidade de um templo mais amplo, tendo a antiga ermida dado lugar a uma igreja paroquial, cujas obras foram iniciadas em 12 de maio de 1859, em terreno doado pelo micaelense João Severino Gago da Câmara. A igreja foi consagrada em 27 de novembro do mesmo ano, "(...) e nela se cantou a primeira missa, com música, acompanhada a piano e sermão, pregado pelo padre Ângelo Soares da Câmara, vice-vigário de Santa Bárbara".
Em 1861 os habitantes da Almagreira e da Junta de Paróquia da freguesia da Matriz de Vila do Porto, representaram uma petição a Pedro V de Portugal no sentido de ser criado um curato sufragâneo naquela localidade, o que veio a acontecer conforme Decreto de 9 de Setembro daquele ano.[carece de fontes?] Para o encaminhamento da questão muito se interessaram os deputados pelo círculo de Ponta Delgada, Dr. João Soares de Albergaria e major António Bonifácio Júlio Guerra. Foi primeiro cura o padre Bernardo Coelho Bettencourt.
Na alçada civil, com a criação da freguesia por separação da de Nossa Senhora de Assunção (Vila do Porto), compreendendo os lugares do Bom Despacho Velho, Brasil, Brejo de Baixo, Brejo de Cima, Brejo do Meio, Carreira, congro, Courelas, Covas, Farropo, Fonte do Mourato, Fonte Nova, Graça e Praia, ao longo da história paroquial, registam-se os nomes dos padres que atenderam a freguesia:
- Manuel de Sousa e Melo (Povoação, ilha de São Miguel, 1873) - foi o primeiro pároco da freguesia em 1906, da qual já era responsável, como Cura, desde 1904. Foi nomeado Vigário Colado (1909), e exerceu funções até 1936.
- António Pereira Rodrigues (Maia, ilha de São Miguel, 1908) - exerceu funções de maio de 1936 a dezembro de 1938.
- Ernesto do rego Borges (Nordeste, ilha de São Miguel) - exerceu funções de dezembrode 1938 a outubro de 1942.
- Manuel Botelho Lima (ilha de São Miguel) - exerceu funções de fevereiro de 1944[5] a março de 1948.
- Serafim de Chaves (Vila do Porto) - exerceu funções a partir de novembro de 1949.
- José Luís Mota (Povoação, ilha de São Miguel) - exerceu funções de setembro de 1964 a setembro de 1972.
- José de Moura Figueiredo (Forno de Santa Bárbara) - exerceu funções de setembro de 1972 a 2 de fevereiro de 2005.
- Adriano Borges (ilha de São Miguel)
- Sérgio Mendonça (ilha das Flores)
- Hermínio Mendes (ilha Terceira) - atual pároco.

O templo foi restaurado em 2005, com recursos da comunidade (estimados em 70 mil euros), e a imagem da padroeira, em 2007.
A festa da padroeira realiza-se anualmente no último domingo de Julho.

## Características
Em alvenaria de pedra, apresenta planta retangular.
No interior, o retábulo do altar-mor era em talha envernizada.